# تانكن دريلاند
دريلاند (باليابانية:  探検ドリランド) هو مسلسل ياباني من إخراج توشينوري فوكوساوا ومن إنتاج شركة توي أنيميشن ودبلجت جميع الحلقات من قبل مركز الزهرة يتحدث عن فتاة تدعى دافينا إنطلقت من قرية تسمى إيلوا كي تحارب الأشرار وفي طريقها تلتقي ببعض الأصدقاء وتضمهم إلى فريقها و هم( ميلو، توماس، رايان)و تساعدها في رحلتها هذه مدربتها وتدعى)( بوني) لتكتشف فيما بعد قوة سيف ايسوال الذي يحمل فيه عنصر الماء.

## دريلاند الأساسية
تانكن دريلاند (探検ドリランド) تلفظ (Tanken dorirando) أو بالإنجليزية ((Tanken Driland)).
هي الدفعة الأولى من لعبة الهاتف المحمول، ومؤسسها أسما نفسه حينها (گري للخيال). أما أنمي ((Tanken Driland)) فقد تم تحويله إلى مسلسل أنمي باستخدام النسخة الأصلية والشخصيات الأصلية من اللعبة: (تانكين دري لاند 1000)

## كرات الطاقة أو العناصر الأساسية
هي عبارة عن ثلاثة طاقات استعملها دياگا ضد الوحش الملك. وبعد الفوز عليه حول دياگا الطاقات الثلاثة إلى شكل كرات ووزعها في أماكن مجهولة ومختلفة من العالم لألا تقع في الأيادي الخاطئة وتستعمل بشكل خاطئ. ولاحقاً أراد دياگا الكرات ثانية لأجل قوته، فبدء البحث عن أصحابها الجدد بعد أن علم أن هناك من وجدها وامتلكها.
ألوان الكرات وأنواعها:
- الكرة الحمراء

تمثل طاقة النار، ويمتلكها دياكا واياتسوري
- الكرة الصفراء

تمثل طاقة البرق، سلاحه هو سهام برقية، وصاحبها هو بريلوين (بريليان)
- الكرة الزرقاء

تمثل طاقة الماء، سلاحها هو سيف مائي، وصاحبتها هي ميكوتو (دافينا)، جين

## أحداث المسلسل
تدور القصة الرئيسية عن فتاة تدعى ميكوتو (في الدبلجة العربية دافينا) وعندما تكلفها معلمتها بوني ((التي كانت تحكي لها قصصها في صيد الكنوز وكانت السبب لجعل دافينا تحب أن تصبح صائدة كنوز))؛ بالذهاب في مغامرة للبحث عن الأحجار السرية الثلاث: (البرق) صاحب اللون الأصفر (الماء) صاحب اللون الأزرق، و (النار) صاحب اللون الأحمر الناري. وعندما تذهب يرافقها حارسها والينز (في الدبلجة العربية ميلو) ثم تتعرف على طفل ثرثار شغله الشاغل هو الطعام بولون (في الدبلجة العربية توماس) وبعد فترة ينضم لهم الفارس بان (في الدبلجة العربية ريان) ((الذي يحلم أن يطور مهاراته بالقتال)). تدور الأيام لتلتقي دافينا بـ بريليون (في الدبلجة العربية بريلليان) إحدى أتباع بوني وذراعها اليمنى، ومستخدم قوة البرق. فيذهبون للبحث عن حجر النار ويلتقون ب فتى التنين تلميذ بوني الماضي وعدوها اللدود في الحاضر. بعد أن أصبح تابع لزعيم الشر دياگا (في الدبلجة العربية دياموس) الذي يريد الحصول على الأحجار الثلاث لتحطيمها كي ينتشر الظلام في كل أنحاء دريلاند. وسبق أن التقت دافينا بدياگا في غابة الشرومر؛ فتحدث معركة بينهما، ويأخذ دياگا حجر النار لدياموس ويصاب بريليان إصابة بالغة فيضطر للبقاء في مدينته حتى يشفى، وتكمل دافينا طريقها لمكان بوني فتلتقي بتابع آخر لبوني ومءتخدم لقوة إيسوال الماء واسمه جين في مدينة أخرى باحثة عن حجر الماء، فيدربها جين على استخدام قوة إيسوال الماء لدى دافينا، وتعثر دافينا على حجر الماء وتلتقي في مواجهة أخرى مع دروغ وتظهر بوني وتتدخل لإنقاذ دافينا من دروغ وكانت أقوى من يستعمل قوة إيسوال النار حينها، وتكمل تدريب دافينا على استعمال قوتها، وتدور الأحداث وتمضي الأيام ويكشف لنا عن ماضي دروب الأسود الذي جعل منه حاقدا يسعى للانقام من كل العالم ولا يملأ قلبه إلا الظلام، ويستطيع بعد ذلك السيطرة على تنين النار الزلامي فتزداد قوته كثيرا ويصبح أقوى مستعمل لقوة إيسوال، ويتواجه مع بوني وبريليان الذي لحقهم فيما بعد ودافينا وأصحابها في كهف في جبل ثلجي ملئ بوحوش الظلام للبحث عن حجر البرق الذي يسبقهم إليه دروب، ثم تدور معركة بين دافينا وبريليان وبيني وبين دروغ الذي استطاع أن يتغلب عليهم جميعا، فاختار عندها بوني بحياتها وتضحيات بنفسها مستعملة قوة إيسوال النار لديها لتفجر نفسها ودروغ وهي تضمه، ويصاب دروغ إصابة بالغة لكنه يستطيع العودة لمقر الشر الذي يتواجد فيه دياموس، ثم تلحق دافينا وأصحابها مع بريليان بعد أن ورثت عن بوني قيادة المجموعة لمقر الشر لاستعادة الأحجار وإغلاق بوابة الظلام، فيقاتل أصحاب دافينا سادة الشر وأتباعه، وتتولى دافينا قتال دروغ الذي هزمته وحرطت قبعة الظلام خاصته، وترفض الاقتصاص منه لموت بوني وتعطيه فرصة أخرى ليكفر عن أخطائه، ثم يتحرك بعدها دياموس فيدمر حصنه والأحجار الثلاثة وينشر الظلام في أنحاء دريلاند كلها، وتحدث معركة شرسة بين أصحاب دفينا وأعوان الخير الذين أتوا لمساندتها وبين دياموس زعيم الشر، في الأثناء تقوم دافينا بتجميع طاقات إيسوال الثلاث من دروغ «النار» وبريليان «البرق» وجين «الماء»، ثم بعد أن تنتهي من جمع قوى أيسوال الثلاث تكون قد أصبحت في مثل قوة المحارب إيسوال العظيم الذي يملك هذه القوى مجتمعة والذي سبق أن تواجه مع دياموس وغلبه وأغلق بوابة الظلام من قبل؛ فتقاتله دافينا وتغلبه بعد أن استخدمت القوى الثلاث مشكلة عملاق وتستطيع بقوتها وصدق إرادتها وإرادة معلمتها بوني التي ورثتها أن تقضي على دياموس وتغلق بوابة الظلام ليختفي الظلام نهائيا عن أرض دريلاند ويعم الخير والنور والسعادة في أرجاء دريلاند كلها، وفي النهاية يعود كل منهم إلى بلده ولكن يجتمعون في مشهد الختام لبدء مغامرة جديدة وصيد كنوز جديدة.... علما بوجود جزء جديد قريبا....

## الشخصيات
- ميكوتو ミコト تلفظ (Mikoto)

في الدبلجة العربية (دافينا)
هي بطلة العمل وهي مبارزة وحاكمة تعيش في مدينة إيلوا الغريبة. تخرج من القلعة بدون إذن دائماً لترى بوني مدربتها على المبارزة التي كانت قد زارت إيلوا وفي كل مرة يكتشف حارسها مكانها ويحضرها قبل أن تنهي تدريبها وفي يوم من الأيام تجد ميكوتو (دافينا) رسالة من بوني على الشجرة التي تلتقيان عندها وقد كُتب عليها:
الرحالة هم ريح تعبر البراري. يجب أن يكون الحُكام قدوة لكل الناس. يجب على الإنسان أن يكون له هدف في حياته، وأن يسعى لتحقيقه، كي تبقى له ذكرى طيبة من بعده. هذه قيمة الحياة.
فتذهب لتحقق حلمها بأن تصبح صائدة كنوز ماهرة مثل بوني.
و كانت قد اكتشفت (في وقت لاحق) أنها تملك قوة عنصر الماء وهو واحد من كرات الطاقة. وقد اكتشفت ذلك في معركة ضد الملك الخفي دياگا، ولكن القوة كانت مؤقتة.
وفي نهاية التدريب الكلي كانت تود استخدام القوة البحرية. بعد ذلك يتم تخريب السيف الذي تفضله ميكوتو (دافينا) في المعركة الثانية لها ضد دياگا، ولكنها تكافح من أجل استعادة نقطة الكسر في السيف باستخدام قوة الماء. بعد الهجوم ووفاة بوني في ماكايي تذهب ميكوتو (دافينا) لتواجه دياگا وتنتصر، إلا أن النصر كان مؤقتا. ثم بمساعدة بريلوين (بريليان) وجان في المعركة، أغلقت باب الظلام الذي صنعه بزانتي وحصلت على قوة من دياگا لإصلاحه (سيفها المكسور)، وعادت للرمي بعيدا، وبدئت تسمع صوت بوني، وارن، وبورون، والعديد من الذي تم إنقاذهم من قبل الرفاق الآخرين. بعد المعركة النهائية تنفق طاقة (بتغير) من يوم إلى يوم.
- الحارس وارن ウォーレンス تلفظ (U~ōrensu)

في الدبلجة العربية (ميلو)
هو حارس ميكوتو (دافينا) الشخصي، كما أنه منظم أعمالها وأوقاتها، والخادم الشخصي، والمقاتل المختص في فنون القتال الجسدية. وهو مليء بالمعرفة في مثل هذه الأمور عن الحوش داخل وخارج إيلوا أيضاً، وهو في شخصية العمل الجادة والباردة، إلا أنه يكون دائماً في حالة حماس، حتى أن حماسه يصل أحيانا إلى نفس حماس ميكوتو (دافينا) إلا أنه يحاول ألا يظهر ذلك. كما أنه يصاب بدوار الحركة بسرعة وسهولة، مما أدى فيه إلى حالة سكر حتى أنه وقع من على ظهر الخيل مرة. بالإضافة إلى تعلقيه: إن الشخص الأول هو (أنا) ولكن، حتى لو كان في بعض الأحيان هو (أنا).
الغموض هو غالباً في (حبه لميكوتو (دافينا)) وكما كان يقول أن (حبه لها) (حب جميل جدا). بالإضافة إلى ذلك، كان ينفذ مبدئه الذي يقول بأن لا يُتَم حبه لها، فإن الكثير قد نفى ذلك مؤقتاً. وقد كان وارن (ميلو) ينفي مؤقتاً أنه يحبها ويقول أن تواجده معها بسبب (الواجبات! أو العمل). أيضا ميكوتو لم تكن تحب التواطؤ مع الآخرين، سواء كان هذا التواطؤ إيجابياً تماما في نصيحة واحدة. كما أنها غيرت شعورها من وقت إلى آخر.
ذات مرة كان وارن (ميلو) يستهدف ستار أكروبات الفرقة وعاش بعدها في بلدة واسورو، وقد حاول كثيراً الخروج من الطريق بسبب الإحباط من قِبل الإصابة وشكلت مجموعة سيئة سميت بفريق ساميسامي (أسماك القرش) وتتحول الدرجة لتجعله (وارن (ميلو)) الأسطورة رقم 48 بالفشل ومع ذلك لا يتخلى عن حلمه بأن يصبح صياداً لكن حظه يأتي بأن يصبح حارس للحاكمة. وتسمى أيضا إحدى ضربات وارن (ميلو) (كونه يجيد مهارات الدفاع عن النفس) ضربة (الأخطبوط وارن سو). بعد ذلك، على الرغم من بدء الصياد محاولة تحسين تصرفاته (لأنهاء سيئة), إلا أنها لم تتغير كلها. بعد تسوية بعض الأمور مع فونشافونشا أوركسترا)على الفور) أدى إلى إضرابات بخصوص عودة فريق فونشافونشا أثناء الصعود، فيتم رميه في البحر (وارن (ميلو)) حيث التقى ميكوتو (دافينا) خلال مرحلة طفولتها بعد إطلاقه إلى الشاطئ، ومن ميكوتو (دافينا) كان لديه تقرير يبرر فيه أهمية حاجة ميكوتو (دافينا) لحارس ويبرر في نفس الوقت أهمية وضعه هو لحمايتها. الأضرار التي لحقت الجسم كرد فعل باستخدام تقنية تسمى (سنجد أن التنين!) تقوم بسحب 100% من القوة الجسدية. المهارة التي استعملها هي مهارة)حظرها الناس على الرياضيين المحببين لديهم.
```
ثم في ماكايي في مواجهة مع كاديسو، على الرغم من أنه حشر من قبل من الناحية الجبانة، والتي فاز بها الغضب ضد كاديسو محاولاً لإيذاء ميكوتو. ومن ثم أنها تقع في رد فعل باستخدام)سنجد أن التنين!(، ولكن تستيقظ عند عصابة.
```

- توم ポロン تلفظ (Tom)

في الدبلجة العربية (توماس)
هو الصبي الذي يتوق إلى أن يصبح بطل. هو صياد يعيش في مدينة إيلوا. وهو يجيد اطلاق النار بالبندقية ببراعة، لديه مهارات جعلت من أقل فائدة بالقتال جيدة بالنسبة لأناس فقراء جدا. وبالإضافة إلى ذلك، فإن مهارته بالنسبة إلى المهارة التي يطلبها فريق ميكوتو (دافينا) ضعيفة (في البداية) ومن دون جدوى، ولكنه يحاول أيضا حماية الحلفاء (أعضاء الفريق) وجذب انتباه العدو وفي حين أنه يخشى الأطياف، إلا أنه يمتلك شخصية واضحة. ولكن في كثير من الأحيان لا يعثر إلا على المتاعب وفي الوقت نفسه انه لأمر جيد فهو في أغلب الأحيان يعثر على الكنز مع المشاكل. أيضا، حصل على قبعة من الجنية هاو باعتباره البطل الذي أنقذ القرية. على الرغم من أنه يعيش في منزل في الغابة بعيداً عن المدينة في الأصل، لم يفشل من الهرب من الموت، والغضب الذي كان لديه من أخ وأخت وخمسة توائم ساعده على ترك البيت دون أن يحزن في البداية. ثم (عن طريق الصدفة) في زنزانة ميكوتو (دافينا) التقيا، ومرافقها. وعند التدريب تدمرت بندقيته عن طريق الخطأ أثناء محاولة تسلق الكوياما، من ضمنه (سبعة ألوان الكريستال في الوسط، ومدفع گوگورو صغير للصيد أحضره من بلدة گيرودي، ومختلف أنواع الروليت. هناك اعتمادا على الحظ هنا. لكن ما يخرج، هو الألعاب النارية والدابوق (مادة لزجة)، ولكن هناك الكثير من الأمور التي لا فائدة منها، مثل البراز والموسيقى، وسوف يتم إصلاحه وقوية في بعض الأحيان من ضربة). بعد ذلك، لمواجهة راسيتوس في ماكايي، وفاز عليه بطريقة أو بأخرى. بندقيته في الماضي كانت تطلق ضربة قوية.
- بان パーン تلفظ (Pān)

في الدبلجة العربية (رايان)
فارس من التيه، دوماً ما يكون عابس في رمحه تسوگاي. في حين أنه يمكن أيضا أن يكون عون الناس باسم (لا بأس) لمعرفة اسم من أجل عدم التلقي بفضل. أحيل إليه باسم شعبي وهو السيد (ري لا بأس) لبورون وميكوتو.
على ما يبدو قد حارب كثيرا وحده، وثانياً لديه السلطة كرجل. تم ضربه من قبل گاكاري مما أدى إلى فقدان ذاكرته (ذاكرة بان (رايان)) مما وقف حائل أمامه، دون أن يكشف من أين جاء. وقد كان رمحه وحركاته في القتال تدل على شخصيته فحركاته في القتال هي حركات (حراس دولة ساران) (كما قال وارن (ميلو)) وقد أشار أيضا إلى أن الرمح الذي يستعمله بان (رايان) هو نفسه الرمح الذي يستعمله (حراس دولة ساران) أيضاً. على الرغم من أنه يحب بيفو، إلا أنه اتخذت موقفا شرس منها. في السابق، انضمت بهدف القوة كمتدربة في دولة ساران وطلبت أن تتدرب من ‘‘كونوي‘‘ فيلق سوجوتسو، وبعد فترة من التدريب أظهرت قدرة ساحقة أكثر من المتدربين الآخرين، وانسحبت كناشدة ثم أصبحت قائد لفصيلة لأنها هزمت قوات المسلحة، وكانت في رحلة بحث عن شخص قوي. كما أنها صديقة لميكوتو وتعرفت عليها عن طريق دعوة من جانگو. ثم، على الرغم من أن (بان (رايان)) لم يتمكن من استعادة شعلة الحجر، وهرب مع اشتعال دولة تونايرو وآخرون، وانضم مرة أخرى إلى ميكوتو. وبعد ذلك كان مستعداً للمساعدة ميكوتو والبقاء معهاً جنباً إلى جنب مع زملائه الآخرين الذي تم نقله معهم إلى ماكايي. بعد أن تم تكريم المعركة النهائية كان قد تغير وأصبح أقوى من غراند ماستر.
في النسخة الكرتونية كُشف أيضاً عن صديق مقرب لإيزيس من عصر الحرس، وإيزيس سحب يده عمداً من اللعبة، والذي يعمل أيضا بمثابة مختبر الترويج. وكان يحلم بالانضمام إلى الحرس، وإيزيس عندما كان في القرية للهجوم على الوحش الملك وتوفي في وقت لاحق، وقبل أن يموت قال بضع كلمات وهي:
```
سوف يكون لي حقد قوي على الوحش الملك.
```

- بيفوペフー تلفظ (Pefū)

في ظُهر إحدى الأيام في سماء الأطلال ولد سر عصابة (نمط التنين) واتو بكنز وكان كنزهم هو (بيض) وأطلق الناس على هذا البيض اسم (كرة سماء اللؤلؤ) التي وجدت في (أطلال آريبين) وهي مخلوقات عرضت في الحلقات السبعة عشر الأولى، وهي شخصية أنمي أصلية لا تظهر، ولكن في الواقع هم سماء الوحش المقدس الذي سافر معهم مرة واحدة. بيفو هي أكثر من تحب استعمال قوة. يناديها من لا يعرفها باسم (باي فو). مما يشير إلى أنها وعلى الرغم من التهام واگوتشي في البداية ظهرت في سبع عشرة حلقة صغيرة. وهي أبرز من يستعمل السلطة من بين الحرس أيضاً. وأيدت ميكوتو أن تصبح بيفو مِن كبار مَن يخوضون المعركة ضد بيزانتي.

## الممثلون
- إيفلين حسن - دافينا
- كامل نجمة - ميلو
- لينا ضوا - توماس
- محمد أيتوني - رايان
- كريستين شحود - هولي
- هزار سليمان
- طالب الرفاعي
- هلا صياصنة
- رغدة الخطيب
- رشا بيدس
- طارق المسكي
- صابرين الورار
- باسل الرفاعي
- مهجة الشيخ
- روبين عيسى
- نضال جوهر
- جهينة نعيم
- حنان يمق
- أحمد حجازي
- روعة شيخاني
- شكران الحسيني
- حنان شقير
و
- رأفت بازو
- رائد مشرف
- محمد خير أبو حسون
- أيمن السالك
- محمد مصطفى
- عادل أبو حسون
- يحيى الكفري
- مأمون الرفاعي

## فريق بوني ボニーの関係者
- بوني ボニー تلفظ (Bonī)

في الدبلجة العربية (بوني)
صيادة تجول العالم وهي مدربة ميكوتو (دافينا). وقد أبقت معها طير يدعى (إدلر) كشريك. بالإضافة إلى ذلك، تم تدريبها على أنها تلميذة مُساعدة لدياگا في الماضي، وقد تبين (لاحقا) أن الناتج أصبح أن تطارده على عكس ما دربت لتفعله. ويعتقد أنها عندما تذهب لمساعدة قرية دياگا تتحرك فوراً.علمت ميكوتو المبارزة، وهي من أوائل الناس اللذين عرفوا بعودة الوحش الملك، وقبل أن تغادر تركت رسالة لميكوتو وذهبت في رحلة البحث. بعد أن غادرت إيلوا طلبت مساعدة من تلاميذها وهي أن يكونوا مبعثرين في أماكن متعددة، وبعد أن سافرت بدئت تتعلم كيفية (ختم الوحش)، وظهرت مرة خلال معركة لميكوتو (دافينا) ضد دياگا. ثم أصبحت مرافقة ميكوتو (دافينا) في الرحلة.
- المهرج بيير 道化師ピエール تلفظ (Dōkeshi piēru)

في الدبلجة العربية (بيير)
يسافر إلى جميع أنحاء العالم بزي المهرج، وتستخدمه بوني في أي وقت وأي مكان. كما يمتلك قوة (گانز) في العادة، إما عن قصد ل، والحديث في حين أن مثلي الجنس، وكنت لا تغيير الموضوع إذا لم تقم بتغيير مثلي الجنس. واشتعلت بها وحين الكامنة في الأدغال كان يرتدي بعد ميكوتو لنا عموم، فإن ذلك أحب أن يكون وجود وبوني مساعدة من الملك الوحش ميكوتو لنا، هي في مدينة تسمى فاشو في القارات الأخرى للبحر وهو يروي يلتقي بوني التلاميذ. ثم، عندما هاجم ميكوتو وماكايي جئت للمساعدة، جنبا إلى جنب مع رفاق آخرين.
- بريلوينブリリアン تلفظ (Buririan)

في الدبلجة العربية (بريليان)
هو فتى قد حول كل طريقة تفكيره إلى طريقة تفكير الفتيات. هو تلميذ بوني وحارس الحانة في بلدة آشو التي يختبئ فيها منتظراً أوامر مدربته (كما ظهر في الحلقة 12)، أحد أحفاد، وهو أيضا أمير بلاد إميليا التي نصّبت نفسها أكبر دولة في العالم. هو مالك قوة البرق ومسلح بسهام برقية. وبالإضافة إلى ذلك، على الرغم من عادة التحدث بكلمات أنانية، إلا أن ما يميزه هو قدرته على تغيير لهجة الرجل والعاطفة.
كان بريلوين (بريليان) مع فريق ميكوتو في رحلة للبحث عن حجر اللهب السري، ولكن دياگا هاجم ميكوتو (دافينا) في ذلك الوقت بطريقة غير مباشرة عن طريق إحدى تابعاته وخسرت، فغادرت لتتلقى العلاج الطبي. ثم التئم الجرح أيضا، والتقى مع ميكوتو في سلسلة جبال بارديا في معركة حاسمة في ماكايي وفازت ميكوتو.
- جينジン تلفظ (Jin)

واحد من تلاميذ بوني ويسكن في إحدى المعالم السياحية الشهيرة المدعوة آروسيكا، ودائما ما يكون في حالة سكر. ودائما ما يشعر بالبهجة عند الشرب. وقد كان لديه زوجة، أصبحت في عداد المفقودين. بالإضافة إلى ذلك، على الرغم من أنه غادر الصيد، يمكنه استخدام السلطة ضد سمات المياه. طرح تدريب گوندورييرا (امرأة ركوب الجندول). بعد أن التقى بوني ذهب في رحلة ليجد زوجته مع مارس ليعود بسيف لبوني، وبعدها أعاد السلطة لميكوتو وهرع ليساعد بإحضار تعزيزات أثناء الهجوم على ماكايي. بعد المعركة النهائية وعد زوجته التي تعمل بجدية لوقف الخمور.
- مارل マール تلفظ (Māru)

ابن الجن. صاحب شخصية حازمة، وعندما أصبحت ميكوتو شهيرة في آروسيكا بدء يعمل بدهاء. جين بدء (في الآونة الأخيرة) يقضي وقت مع ميكوتو حتى وفي النهاية استطاع إقناعها بالذهاب في رحلة للعثور على والدته، وظهر أيضا في الجولة الأخيرة ضد دياگا، على الرغم من عصبية والدته تجاه ذهابه.

## اتباع دياگا وآسموديان
- دياگا تلفظ

شاب صاحب شعر طويل أبيض، يرتدي خوذة ودرعاً أزرق. وهو شريك لآسموديان. شخص صامت معظم الأحيان، يبس الجسد، يهتم بشكل كبير بالتنسيق. مسقط رأسه هي قرية تسمى ====باراديس==== وهي قرية جملة جداً. كانت بوني مساعدة له وهربت، وذلك عندما تعرضت قريتها لهجوم من إليوس فذهبت فورا للمساعدة من في قريتها.
كان يرصد ميكوتو (دافينا) منذ عَلم أنها إحدى تلاميذ بوني، وتمتلك إحدى كرات الطاقة الثلاثة التي أخذها من الوحش الملك. كما أنها كانت دائما تشكل عائقا أمامه حين يبحث عن الحجر السري. هو ممن يُشتبه بهم عندما يدخل ماكايي. ودائماً ما يرسل نفسه لرعاية تنين الحفرة. بوني وميكوتو (دافينا) كانا ممن وقف حائلاً بينه وبين القوة التي يريد الحصول عليها (كرات الطاقة الثلاث). وفي إحدى المعارك بعد أن نجا دياگا تعرضت خوذته لأضرار كبيرة في الزاوية اليمنى ولكن ما أسعده هو القبض على شريك بوني في نفس المعركة. بعد ذلك عندما هُزم في المواجهة ضد ميكوتو في ماكايي، تم إصلاح حياته وتمت إصابته إصابة خطيرة فقط للتكفير في من هي ميكوتو (دافينا).
زميلة لدياگا. والتي تهتم بكل أمور دياگا. اختارها دياگا لتصبح مساعدته الشخصية.
- ديانا تلفظ (Diana)

حورية صغيرة، تلف وشاح أرجواني حول عنقها تخفي دائما جلدها الرقيق، وهي أيضاً زميلة لدياگا. والتي تهتم بكل أمور دياگا. اختارها دياگا لتصبح مساعدته الشخصية.